# Чатъм (окръг, Джорджия)
Окръг Чатъм (на английски: Chatham County) е окръг в щата Джорджия, Съединени американски щати. Площта му е 1637 km², а населението - 251 120 души. Административен център е град Савана.